# 阿納加德鎮區 (北達科他州麥肯齊縣)
阿納加德鎮區（英語：Arnegard Township）是位於美國北達科他州麥肯齊縣的一個鎮區。

## 地方資料
阿納加德鎮區的面積為92.29平方千米，當中陸地面積為92.15平方千米，而水域面積為0.14平方千米。根據2020年美國人口普查的數據，當地共有人口191人，而人口密度為每平方千米2.07人。